# Wellington (Washington)
Wellington (später Tye genannt) war ein kleines gemeindefreies Gebiet und eine Werkssiedlung der Great Northern Railway im nordöstlichen King County (Washington) im Pazifischen Nordwesten der USA.
Gegründet 1893 lag Wellington in der Kaskadenkette am Westportal des ursprünglichen Cascade Tunnel unterhalb des Stevens Pass.

## Lawine von 1910

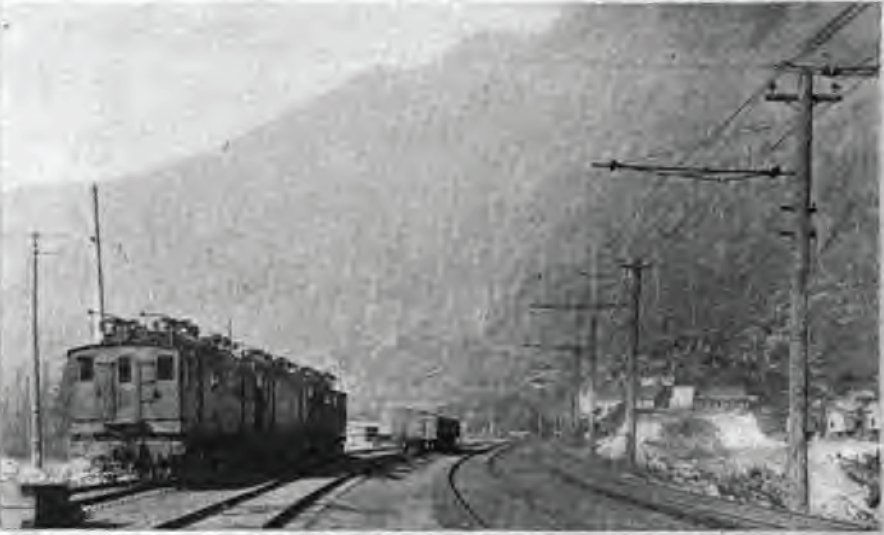
Die Station Wellington vor der Lawine

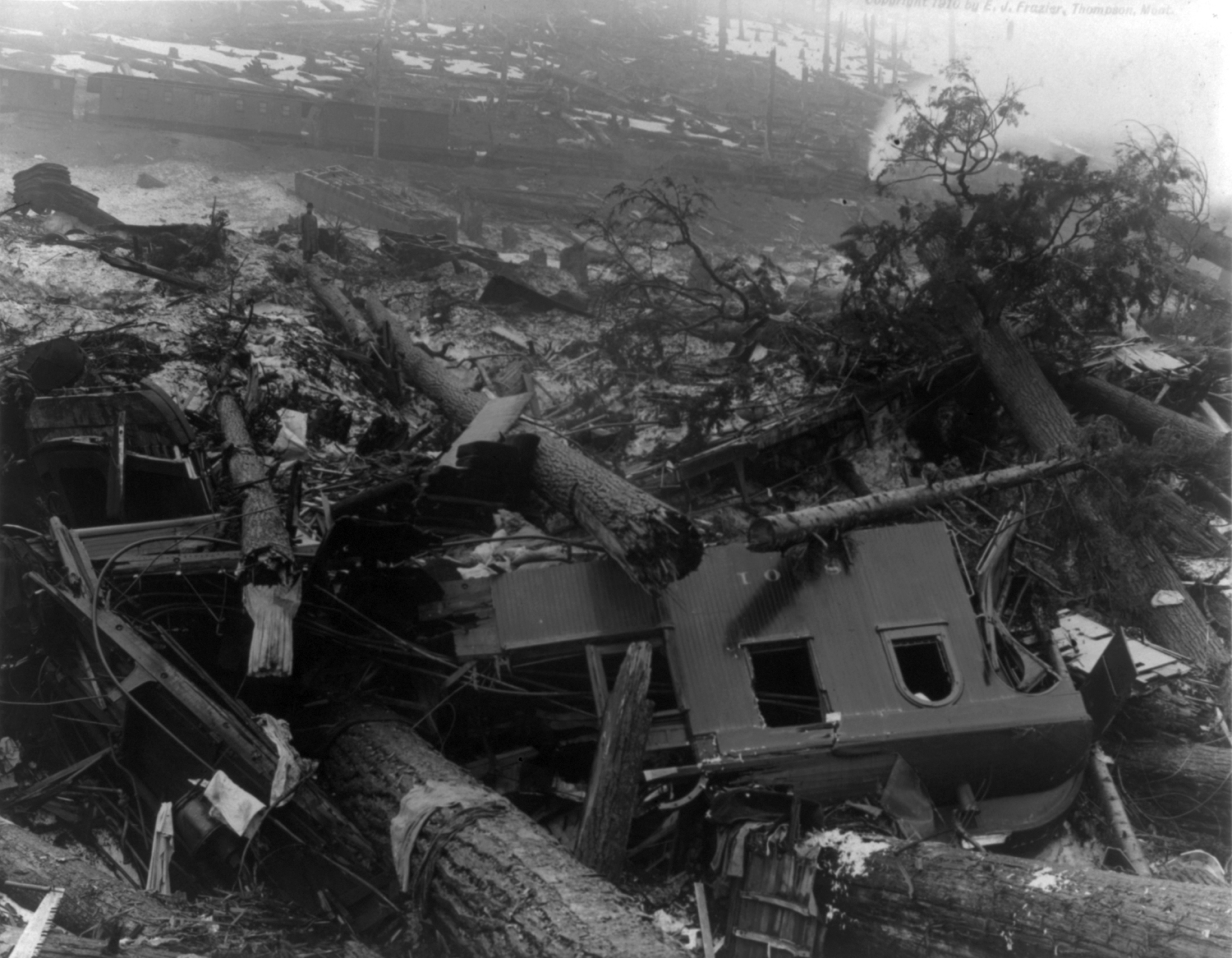
Von der Lawine verursachte Zugtrümmer

Wellington war der Ort der Wellington-Lawine vom 1. März 1910, der schlimmsten in der Geschichte der Vereinigten Staaten, bei der 96 Menschen ums Leben kamen.
Über neun Tage Ende Februar 1910 wurde Wellington von einem schrecklichen Blizzard heimgesucht. Stündlich fiel etwa ein Fuß (ca. 30 cm) Schnee, am schlimmsten Tag waren es 11 ft (3,4 m). Zwei Züge, ein Personen- und ein Postzug, beide unterwegs von Spokane nach Seattle, saßen in der Bahnstation in der Falle. Schneepflüge waren vor Ort vorhanden, weitere waren unterwegs, um Hilfe zu leisten, konnten jedoch die Schneemassen entlang der Gleise zwischen Scenic und Leavenworth, die durch wiederholte Lawinen verstärkt wurden, nicht durchdringen.
Am Spätabend des 28. Februar ging der Schneefall in Regen über, es kam warmer Wind auf. Kurz nach 1 Uhr morgens am 1. März brach infolge eines Blitzeinschlags während eines verheerenden Gewitters eine Schneescholle von der Flanke des Windy Mountain ab. Eine Schneemasse, 10 ft (3 m) hoch, 0,5 mi (0,8 km) lang und 0,25 mi (0,4 km) breit, bewegte sich auf den Ort zu. Ein Waldbrand hatte kurz zuvor die Hänge oberhalb des Ortes verwüstet, so dass der Lawine sehr wenig Hemmendes entgegengesetzt wurde.
Die Lawine verpasste das Bailets Hotel, in welchem auch der Dorfladen und das Postamt untergebracht waren, traf jedoch den Bahnhof. Die meisten Passagiere und die Begleiter schliefen an Bord der Züge. Die Lawine schlug in die Züge ein und warf sie 150 ft (45,7 m) hangabwärts in das Tye River Valley. Sechsundneunzig Menschen wurden getötet, darunter 35 Passagiere, 58 Zugbegleiter der Great Northern und drei Angestellte des Bahnhofs. Dreiundzwanzig Personen überlebten; sie wurden von Eisenbahnangestellten, die sofort aus dem Hotel und anderen Gebäuden herbeieilten, aus den Trümmern der Züge gezogen. Dies wurde jedoch aufgrund der widrigen Witterungsbedingungen abgebrochen; erst 21 Wochen später, Ende Juli, wurde die letzten Toten geborgen.
Es handelte sich in dieser Gegend nicht um die einzige Lawine des Winters. Drei Tage später wurden 63 Eisenbahner im nahen British Columbia am Rogers Pass von einer Lawine getötet.

## Nachwirkungen
Wellington wurde im Oktober aufgrund der unerfreulichen Assoziationen mit dem alten Namen stillschweigend in „Tye“ umbenannt. Im selben Monat begann die Great Northern Railway mit dem Bau von Schneeschutzschilden aus Beton, um die Gleise zu schützen. Der Bahnhof wurde mit der Fertigstellung des zweiten Cascade Tunnel 1929 geschlossen; der Ort wurde später aufgegeben und brannte schließlich nieder.
Das alte Gleis und die Schutzschilde verblieben am Ort und wurden als Teil des Iron Goat Trail gesichert, welcher in der Nähe des Stevens Pass oder nahe Scenic, östlich von Everett vom U.S. Highway 2 aus leicht zugänglich ist.
Die Geisterstadt lebt im Namen einer Grundschule im Northshore School District in Woodinville fort.